# بطولة أوروبا تحت 19 سنة لكرة قدم الصالات
بطولة أوروبا تحت 19 سنة لكرة قدم الصالات هي بطولة دولية للمنتخبات الأوروبية تحت 19 سنة لكرة القدم داخل الصالات، التابعة للإتحاد الأوروبي لكرة القدم. من المُقرّر أن تُقام أول دورة من البطولة سنة 2019 بمشاركة ثمان منتخبات، وستُعقد البطولة كل سنتين.

## النتائج
| السنة       | المستضيف | النهائي | النهائي | النهائي | مباراة المركز الثالث | مباراة المركز الثالث | مباراة المركز الثالث |
| السنة       | المستضيف | البطل   | النتيجة | الوصيف  | الثالث               | النتيجة              | الرابع               |
| ----------- | -------- | ------- | ------- | ------- | -------------------- | -------------------- | -------------------- |
| 2019 تفاصيل |          |         |         |         |                      |                      |                      |